# 750

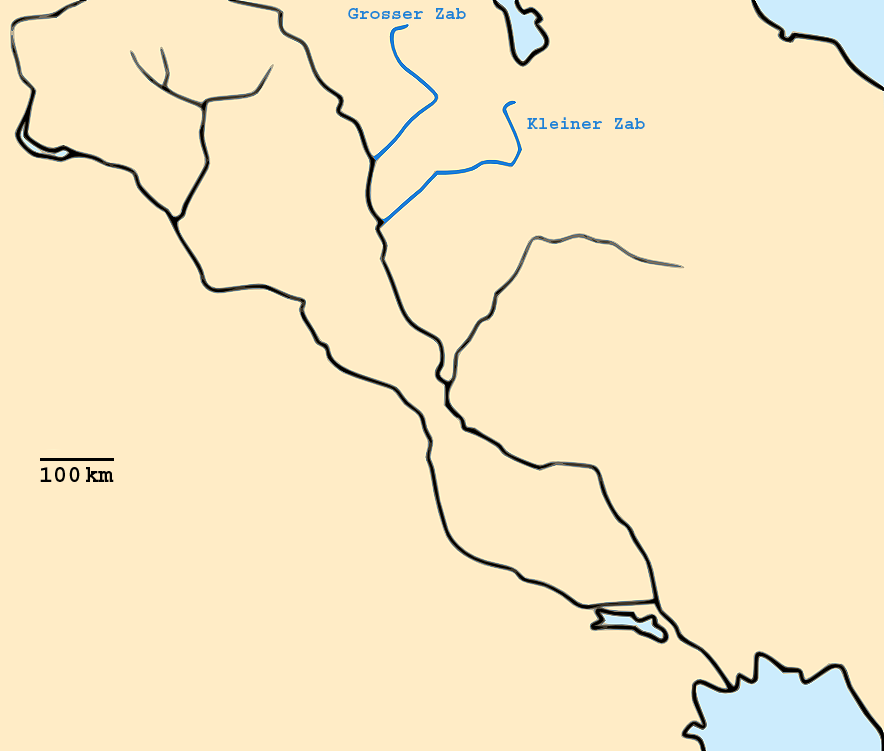
Ligging van de rivier de Grote Zab (Irak)

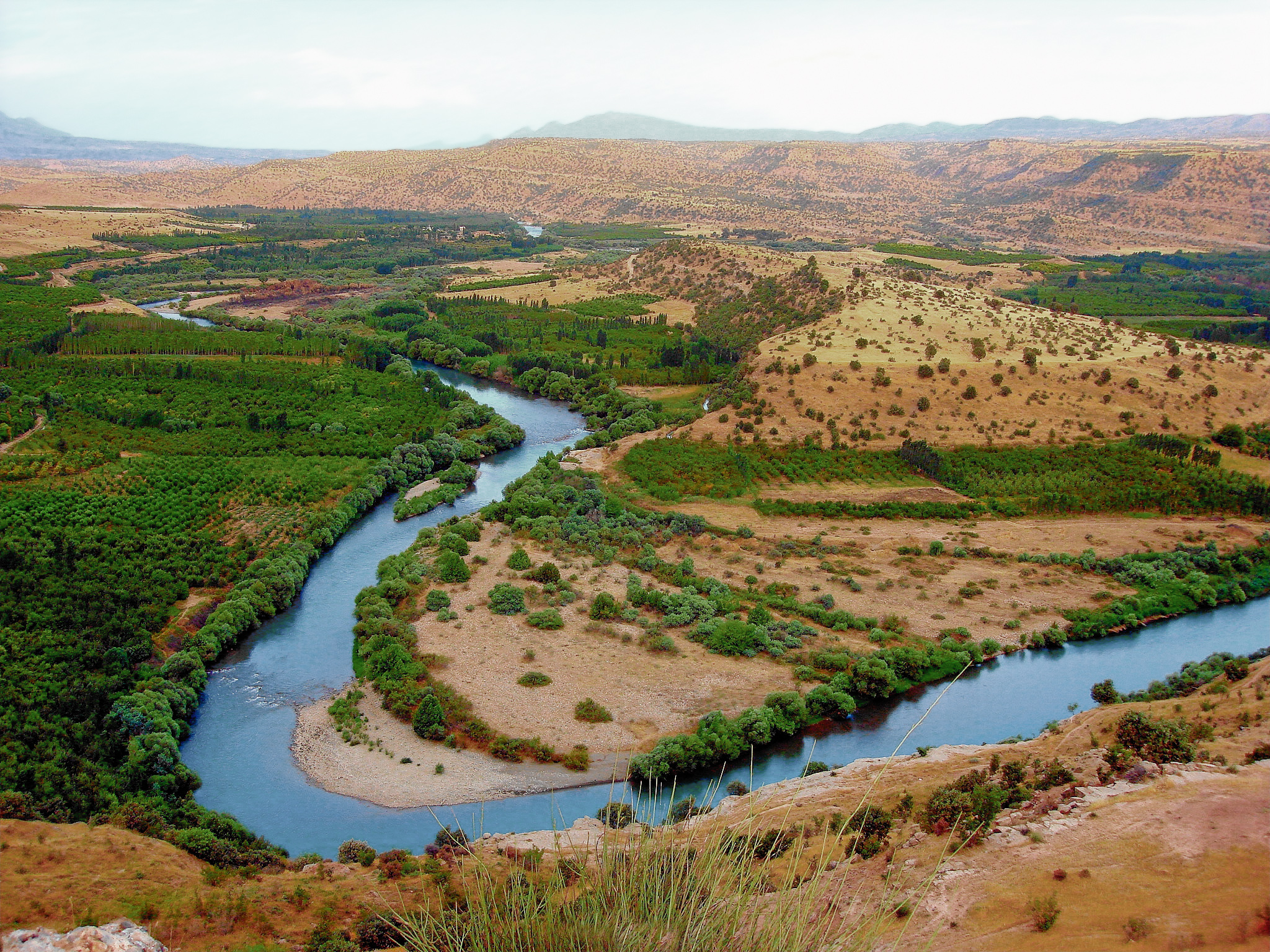
De rivier de Grote Zab bij Arbil (Irak)

Het jaar 750 is het 50e jaar in de 8e eeuw volgens de christelijke jaartelling.

## Gebeurtenissen

### Arabische Rijk
- Slag bij de Zab: De Omajjaden worden bij de rivier de Grote Zab (huidige Irak) vernietigend verslagen door een alliantie van Abbasiden en Perzen onder aanvoering van Abu-Abbas al-Saffah (de "Bloedvergieter"). Hij vestigt de hoofdstad in Koefa en heerst nu over het grootste deel van de islamitische wereld. Abu-Abbas begint met de opbouw van een kalifaat dat alle voorgaande qua autocratische macht zal overtreffen.
- Abu-Abbas al-Saffah laat alle overblijvende leden van de Omajjaden familie opsporen en executeren. Abd al-Rahman I, kleinzoon van kalief Hisham ibn Abd al-Malik, weet echter via Palestina en Sinaï te ontsnappen naar Egypte. Abu-Abbas claimt het recht op van het kalifaat, vanwege dat hij afstamt van Abbas ibn Abd al-Muttalib, een oom van de profeet Mohammed.
- Begin van het islamitische gouden tijdperk: Het Arabische Rijk ontwikkelt zich verder in architectuur, filosofie, geneeskunde, kunst, wetenschap en reizen. Dankzij het zeeastrolabium kunnen schepen over volle zee varen. Arabische zeilschepen herintroduceren de driemaster als handelsschip. (waarschijnlijke datum)

### Europa
- De Vikingen bezetten de Shetland- en de Orkney-eilanden (huidige Schotland). De eilanden worden door de kolonisatie het centrum van de Vikingbeschaving van Groot-Brittannië. (waarschijnlijke datum)
- Luceria wordt gesticht, het latere Luzern.

### China
- De hoofdstad Chang'an vormt tijdens de Tang-dynastie samen met Constantinopel (huidige Istanboel) de grootste steden van de wereld. De stad telt meer dan één miljoen inwoners. (waarschijnlijke datum)

### Amerika
- Het Pueblo volk gevestigd in het zuidwesten van het huidige Verenigde Staten verruilen hun jagersmaatschappij voor de agrarische samenleving. De Pueblo-architectuur ontstaat, nederzettingen (voornamelijk gemaakt van klei) worden gebouwd met meerdere verdiepingen. (waarschijnlijke datum)

### Meso-Amerika
- De voorouders van de Tolteken vallen de Vallei van Mexico binnen en verwoesten de stad Teotihuacán. (waarschijnlijke datum)

## Geboren
- Aboe Noewas, Arabisch dichter (waarschijnlijke datum)
- Eigil van Fulda, Beiers edelman en abt (overleden 822)
- Gudrod Halfdansson, Noors Viking hoofdman (waarschijnlijke datum)
- Hildegrim, bisschop van Châlons (waarschijnlijke datum)
- 25 januari - Leo IV, keizer van het Byzantijnse Rijk (overleden 780)
- Theodulf, bisschop van Orléans (of 760)

## Overleden
- Agilulf, bisschop van Keulen (waarschijnlijke datum)
- Himelinus, Schots priester en pelgrim